# DeFRaG
DeFRaG — модификация для Quake III Arena, которая представляет собой одиночную игру для тренировки трюков, движений, скорости и ловкости игрока путём прохождения специальных карт на время. Это требует определённых навыков от игрока, так как даже добраться до конца карты поначалу непросто.
Модификация поддерживает физику обоих стандартов — VQ3 и CPM, а также CTF fast capture и Tricks mode, позволяющий игроку использовать любую карту Quake 3 для свободного трикинга.

## Обзор
DeFRaG первоначально был предназначен для создания нового вида соревнований, основанного на времени прохождения карт. Эти соревнования под названием «DeFRaG runs» отличаются от обычных спидранов по нескольким направлениям. В отличие от первых, DeFRaG не ограничивается картами, используемыми в оригинальной игре, а также в нём используются карты, специально предназначенные и созданные для данной модификации.
Игроки не соревнуются друг с другом непосредственно, победивший выявляется по результатам прохождения карты. Из-за своей планировки многие из этих карт не могут быть завершены с обычными навыками игроков, умение использовать трюки является необходимым. Кроме того, start-, checkpoints-, и stop-, триггеры встроены в карты. Для доказательства достижений, модификация автоматически записывает демо-прохождение каждой успешно завершённой карты. Наряду с демо-прохождением, также сохраняется точное время, за которое карта была пройдена.

## Типы карт
Все карты под дефраг делятся на два вида.
К первому относятся карты, созданные командой создателей модификации. Эти карты признаны официальными и используются для расчёта официального рейтинга. В настоящее время их насчитывается порядка трёх десятков, скачать их можно с официального сайта.
Помимо официальных, существует множество любительских карт (т. н. 3rd parties maps). Сюда относятся карты, созданные самими дефраггерами, не входящими в дефраг тим.
Существует 4 основных типа карт для дефрага:
- training-карты: небольшие, служат для отработки одного конкретного трюка или вида оружия.
- run-карты: наиболее распространённый тип. Это целая последовательность различных трюков.
- accuracy-карты: идея заключается в том, чтобы в максимально короткие сроки сбить необходимое количество мишеней.
- level-карты: на этих картах игроку требуется добежать до определённых точек на карте или собрать нужное количество предметов и проследовать к финишу.

Также существует режим «фристайла», где нет конкретной цели, он нужен только для отработки различных трюков.

### Техники
Карты бывают на стрейф и оружие, на один вид оружия или сочетание нескольких. Так, например, прохождение некоторых карт требует от игроков владеть техниками рокетджампа — прыжков с выстрелом ракетой себе под ноги — и/или плазма-клаймбинга — стрельбы из плазменной винтовки в стену так, как если бы персонаж игрока просто бежал по стене с оружием в руках.

## Конкуренция
Конкурентоспособность модификации предоставила онлайн-инфраструктура, которая вызвала формирование международного сообщества. Игроки загружают выбранные карты (доступно более 10000 карт для DeFRaG) и стремятся выполнить задание карты за как можно меньшее время. Наилучшие результаты могут быть представлены в онлайн-таблицах, которые содержат список самых быстрых прохождений карт. Списки результатов могут быть глобальными или охватывать только определённые регионы. В пик популярности модификации, команда разработчиков DeFRaG периодически выпускала новые пакеты карт, содержавших множество официально одобренных карт. Такие карты — единственные, результаты прохождений которых приняты и содержатся на официальном веб-сайте. Впоследствии создаются сообщества DeFraG-игроков, которые участвуют и специализируются в одном или более различных методах: фристайл и дефраг непосредственно, создание фильмов (так называемых мувиков), создание карт, кодинг, поддержка веб-сайтов, связи (для взаимодействия модификации как с архивами для карт, так и с кинофильмами), создание онлайн-таблиц результатов.

## Игровой процесс
Прохождение большинства карт преследует одну цель — пройти её за наименьшее время.
Но существует множество способов это сделать. Существует несколько типов карт, которые в DeFRaG последней версии 1.91.20 уже не выносятся в отдельные разделы, но понять, какой именно тип на карте можно просто загрузив её.
В DeFRaG 1.91.20 фактически 4 подраздела: defrag vq3, defrag cpm, tricks-mode, fast-caps.
Здесь выделяются только два основных типа игры это tricks-mode и fast-caps. Остальные типы будут находиться в первых двух разделах. Каждый тип может играться на одной из двух физик на выбор, также для tricks-mode и fast-caps существует 8 режимов игры.